# Onciale 056
- Papyrus
- Onciale
- Minuscules
- Lectionnaire

Le Codex 056, portant le numéro de référence 056 (Gregory-Aland), est un manuscrit du parchemin en écriture grecque onciale. 

## Description
Le codex se compose de 381 folios. Il est écrit en une colonne, dont 40 lignes par colonne. Les dimensions du manuscrit sont 29.8 x 23.3 cm. Les paléographes datent ce manuscrit du Xe siècle,. 
Les est un manuscrit contenant du incomplete texte du Actes des Apôtres, Épîtres de Paul et Épîtres catholiques avec du commentaires. Il contenant Prolegomena.
Le texte du codex représenté type Byzantin. Kurt Aland le classe en Catégorie V.
Le manuscrit ne contient pas de Actes 8,37.
Onciale 0142 était sans doute l'ancêtre du manuscrit 056.
Il est actuellement conservé à la Bibliothèque nationale de France (Coislin Gr. 26), à Paris,.